# American Chopper

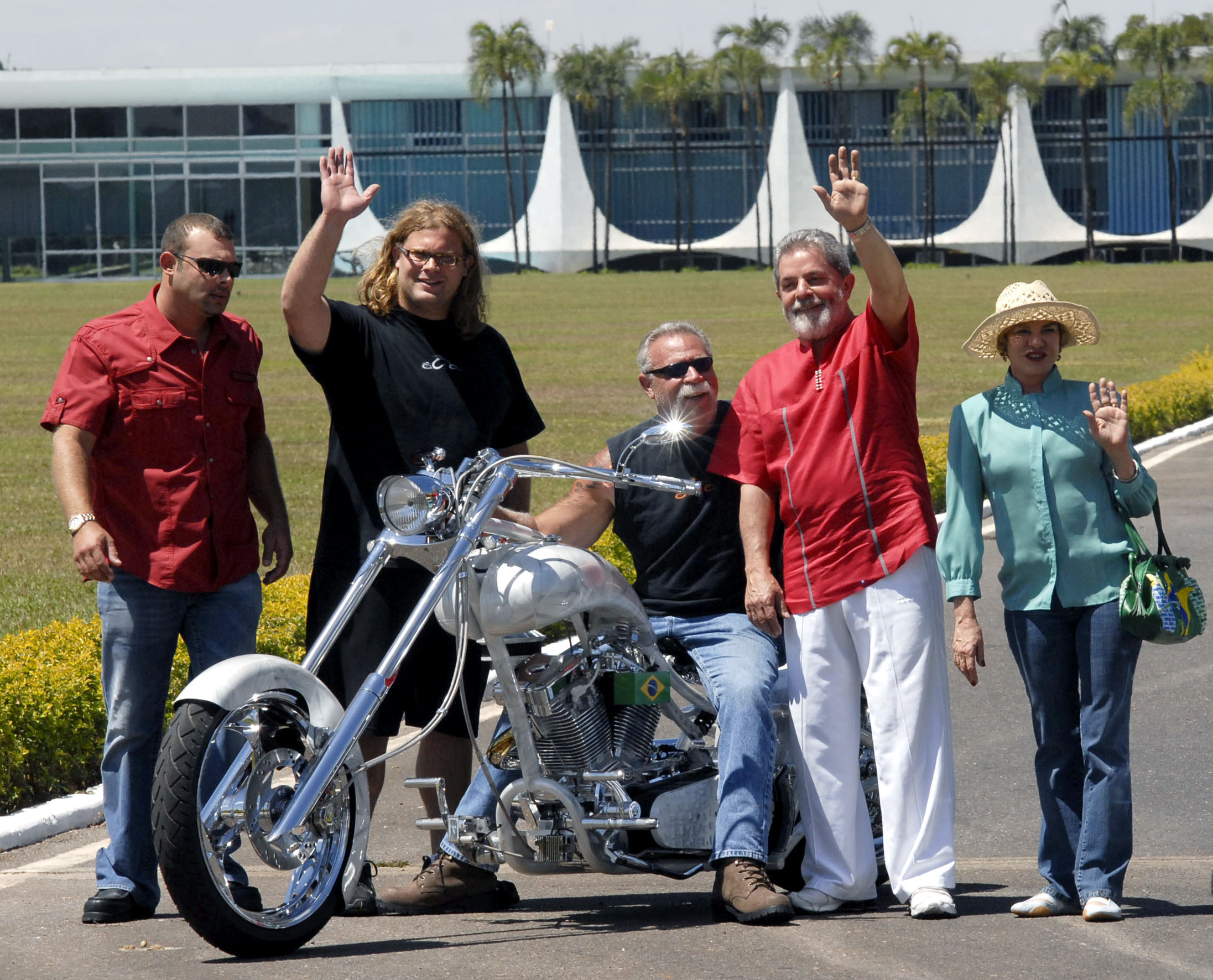
Une réalisation présentée dans American Chopper

 (mai 2016).
Si vous disposez d'ouvrages ou d'articles de référence ou si vous connaissez des sites web de qualité traitant du thème abordé ici, merci de compléter l'article en donnant les références utiles à sa vérifiabilité et en les liant à la section « Notes et références ».
American Chopper est une émission de télé réalité américaine diffusée de 2003 à 2009 sur Discovery Channel, puis sur TLC.

## Concept
Cette émission retrace l'évolution de la société Orange County Choppers (OCC), un atelier de choppers (customisation de motos) fondé en 1999 par Paul Teutul senior.
La série comporte 8 saisons.